# Bùi Xuân Thịnh
Bùi Xuân Thịnh (sinh ngày 15 tháng 9 năm 2001) là một cầu thủ bóng đá chuyên nghiệp người Việt Nam hiện đang thi đấu ở vị trí tiền vệ cho câu lạc bộ Công an Hà Nội tại V.League 1.

## Danh hiệu

### Câu lạc bộ
Công an nhân dân
- V.League 2: 2022